# Plan B (televisieserie uit 2021)
Plan B is een Franse televisieserie met 6 afleveringen van 52 minuten, gemaakt door Jean-François Asselin en Jacques Drolet. De serie werd vanaf 6 mei 2021 in België uitgezonden op 'la Une', in Frankrijk vanaf 17 mei 2021 op TF1. Het is een bewerking van een gelijknamige Frans-Canadese serie uit 2018-2019. Vanaf 3 mei was er een preview beschikbaar van de volledige serie op het platform Salto.

## Samenvatting
Florence, moeder van twee volwassen kinderen, heeft een druk leven. Ze is de sterpresentator van een plaatselijke radiozender in Marseille en als feministische activiste van een vereniging helpt ze dakloze vrouwen. Haar radioshow bestaat tien jaar als ze haar dochter, Lou, dood op haar bed aantreft nadat ze alcohol en drugs heeft ingeslikt. Florence zag niets aankomen. Een vreemdeling vertelt haar over een bureau, Plan B, waarmee ze terug in de tijd kan gaan en de gang van zaken kan veranderen.

## Rolverdeling
- Julie de Bona: Florence Morin
- Bruno Debrandt: Nicolas Morin
- Kim Higelin: Lou Morin
- Axel Auriant: Félix Morin
- Cecile Rebboah: Catherine
- Tom Leeb: Manu
- Claire Borotra: Lily
- Firmine Richard: Roze
- Tom Rivoire: Enzo Paré
- Juni Benard: Lou (kind)
- Soulafe Benmoulay: Naïma
- Eva hatik: Juliet
- Ali Bougheraba: Ousmane
- Fanny Carrière: Stephanie
- Sophia Johnson: Jeanne
- Charlotte Adrien: Suzanne
- Andrea Ferreol: Adele
- Caterina murino: Eve Lalonde

## Technische details
- Franse titel: Plan B
- Creatie: Jean-François Asselin en Jacques Drolet
- Productie: Christophe Campos
- Scenario: Laura Piani en Hélène Bararuzunza
- Muziek: Jérôme Bensoussan en David Gubitsch
- Decor: Jean-Jacques Gernolle
- Kostuums: Marie Jagou
- Fotografie: Bruno Romiguière
- Geluid: Karim Belfitah
- Montage: Joël Bochter
- Productie: Laurent Paul, Aranud de Crémiers en Isabelle Degeorges
- Productiebedrijven: Gaumont Television, TF1 en RTBF
- Distributiebedrijven: TF1-distributie
- Land van oorsprong: Frankrijk
- Originele taal: Frans
- Formaat: kleur - HDTV - 16/9 - Dolby Digital 5.1
- Genre: drama, fantasie
- Aantal seizoenen: 1
- Aantal afleveringen: 6
- Looptijd: 52 minuten
- Eerste uitzenddata:
  - België: 6 mei 2021[1]
  - Frankrijk: 17 mei 2021[3]